# Raqch'i
Raqch'i, também conhecido como Templo de Viracocha ou Partenon Inca, é um sítio arqueológico de um assentamento do Império Inca. Está localizado na província de Canchis, no departamento peruano de Cusco.

## História
A região de Raqch'i, anteriormente conhecida como Cacha, era habitada pelos Kanas. Quando os Incas se direcionavam para conquistar a região do lago Titicaca, fizeram uma aliança com os Kanas, que fornecia assistência militar aos Incas em troca de continuar com sua autonomia.
Os Kanas construíram uma grande estátua de Viracocha. Quando o inca Huayna Capac visitou o assentamento, mandou construir um grande templo dedicado a Viracocha, realocando a estátua para ficar ao lado das casas das mamaconas e yanaconas.
Durante o período colonial espanhol, o assentamento foi abandonado. E por volta dos anos de 1864, a área voltou a ser ocupada, com a construção de uma vila e capela. Atualmente, além do sítio arqueológico, há uma vila de moradores com aproximadamente 100 famílias.

## Características
O assentamento é cercado por uma muralha perimetral de aproximadamente 4 quilômetros de extensão. Possui as ruínas do Templo de Viracocha; uma lago artificial; e a área denominada Yanacancha, com estruturas habitacionais retangulares e colcas (depósitos incas).
A estrutura mais proeminente do sítio é o Templo de Viracocha, dedicado a divindade inca Viracocha. A estrutura possui uma planta retangular com 2 metros de comprimento por 25,5 de largura; e uma base de pedras trabalhadas. No centro da estrutura, foi construída uma parede de 14 metros de altura, com base de pedras trabalhadas e o corpo de tijolos de adobe. Há vestígio de 11 grandes colunas circulares nas laterais templo.
No sítio há 156 colcas em formato circular, medindo 8 metros de diâmetro e 4 metros de altura. Estudos indicam que algumas das construções datam do período dos Wari.

## Estudos e escavações
A primeira investigação do sítio foi feita em 1877, por Squier, que ilustrou o sítio e previu a existência de 120 colcas. Em 1963, Manuel Chávez Ballón fez uma intensa limpeza, restauração e mapeamento. Oscar Núñez de Prado, entre 1978 e 1979, fez escavações e restauração de uma parte da área de Yanacancha, achando mais 80 colcas. Pedro Taca Chunga fez uma expedição ao sítio, pelo Instituto Nacional de Cultura do Peru, entre os anos de 1994 e 1995, onde limpou uma vasta área do sítio, revelando mais outras colcas; e entre 2001 e 2002, a expedição liderada por Washington Camacho reconstruiu uma parte da muralha perimetral.

## Turismo
O sítio arqueológico está aberto ao público, mediante taxa de entrada e com horário restrito. Há visitas guiadas e lojas de artesanatos.

## Galeria de fotos

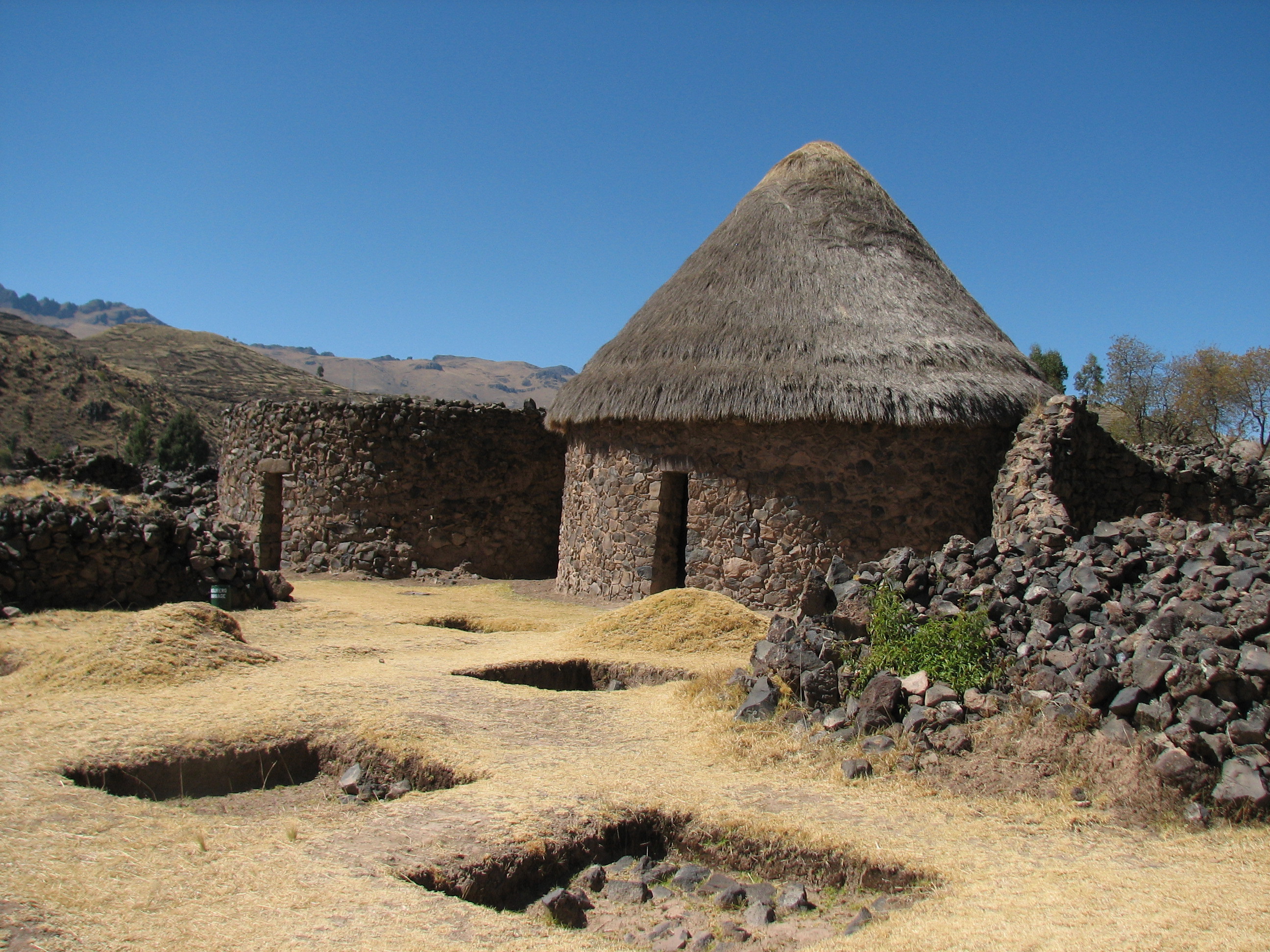
Colcas reconstruídas
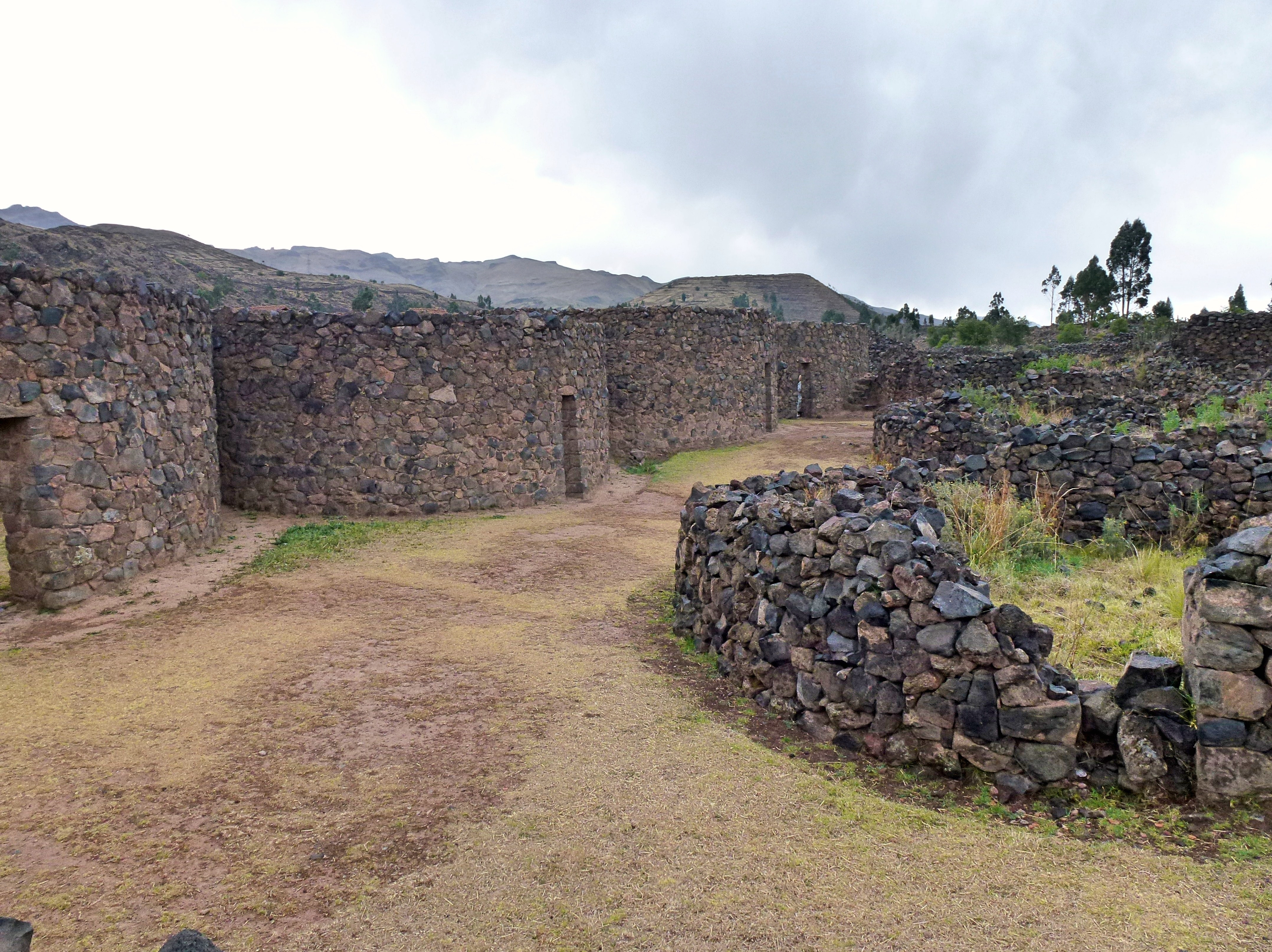
Colcas
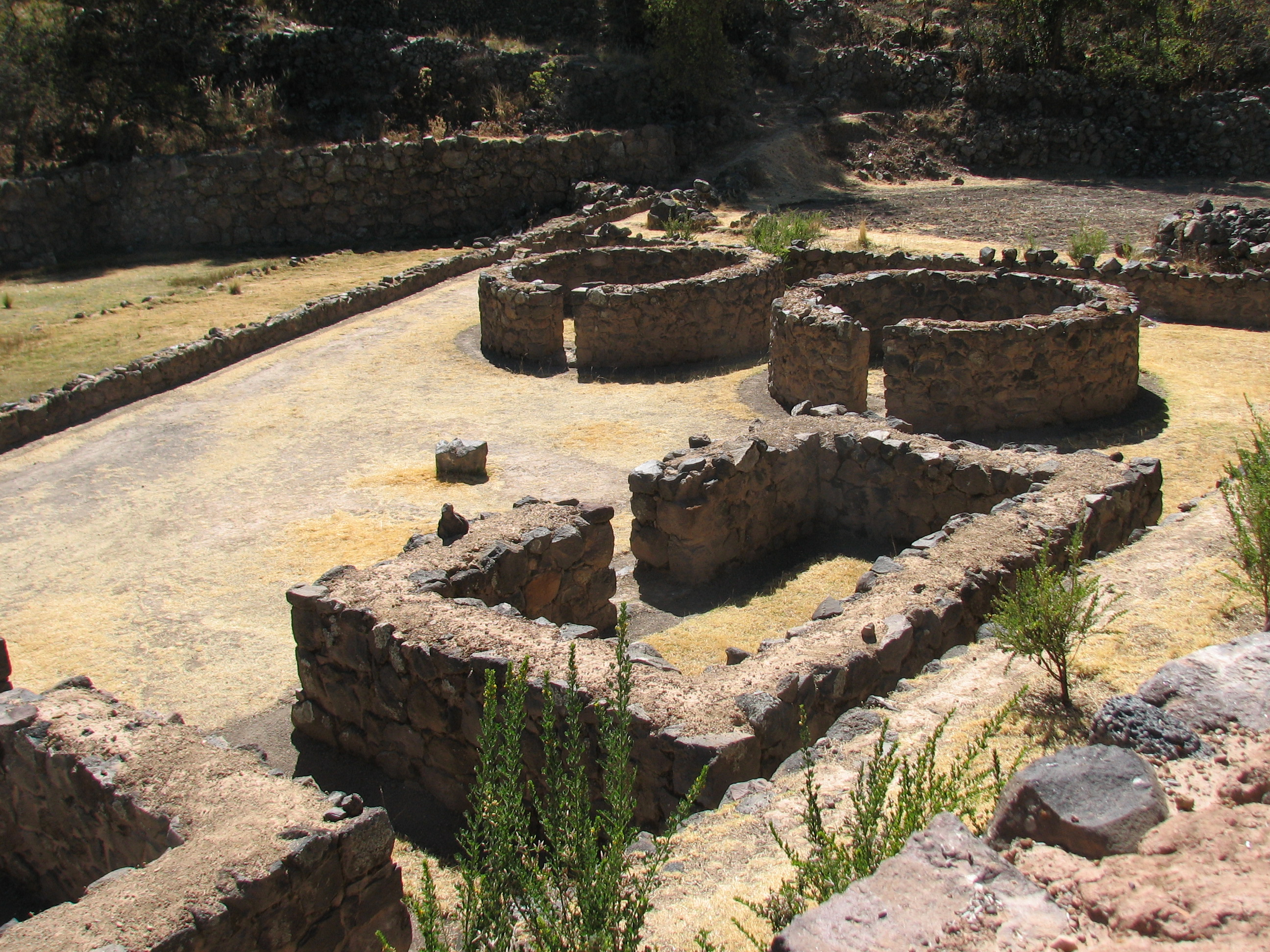
Colcas
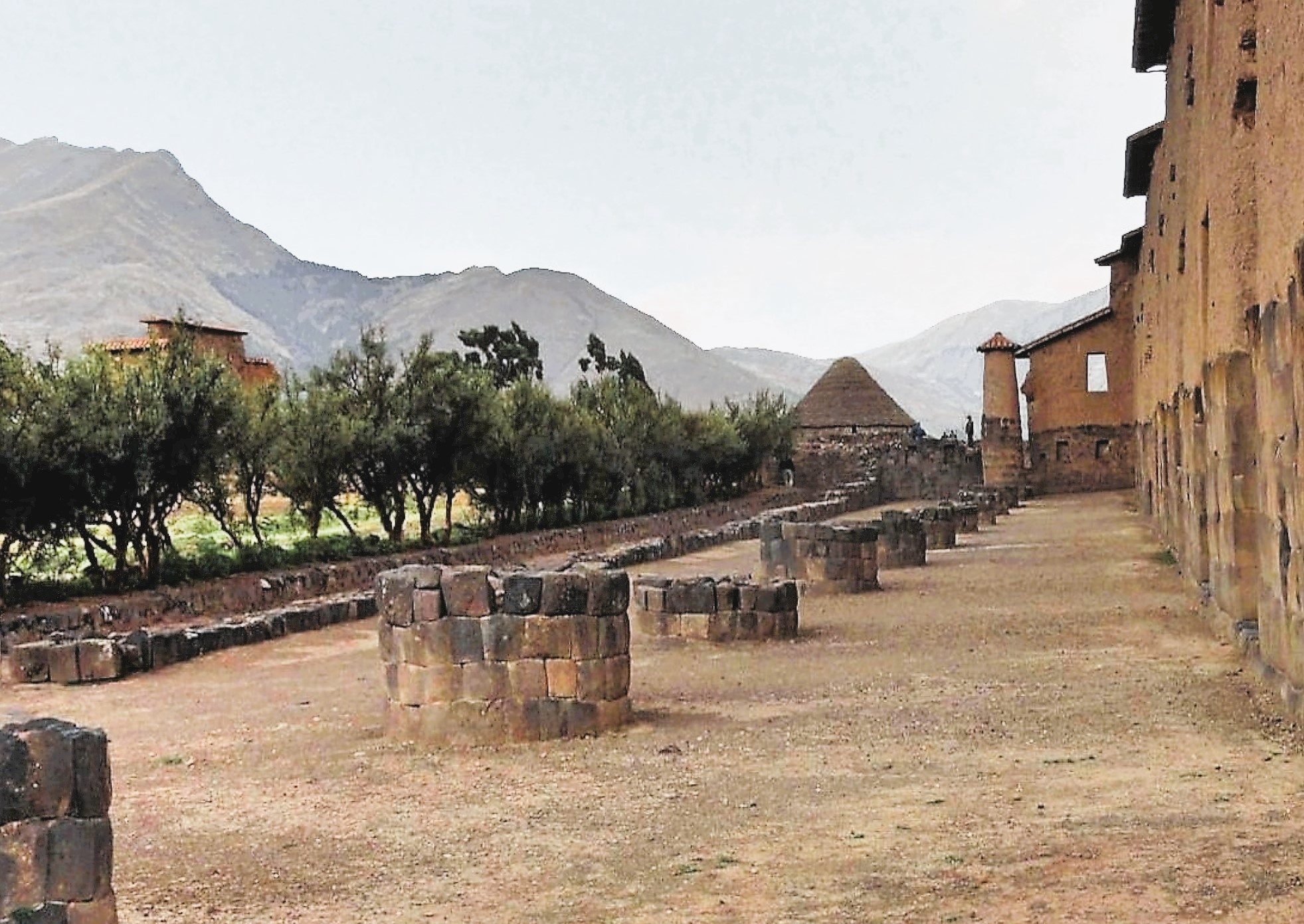
Resquícios das antigas colunas do templo
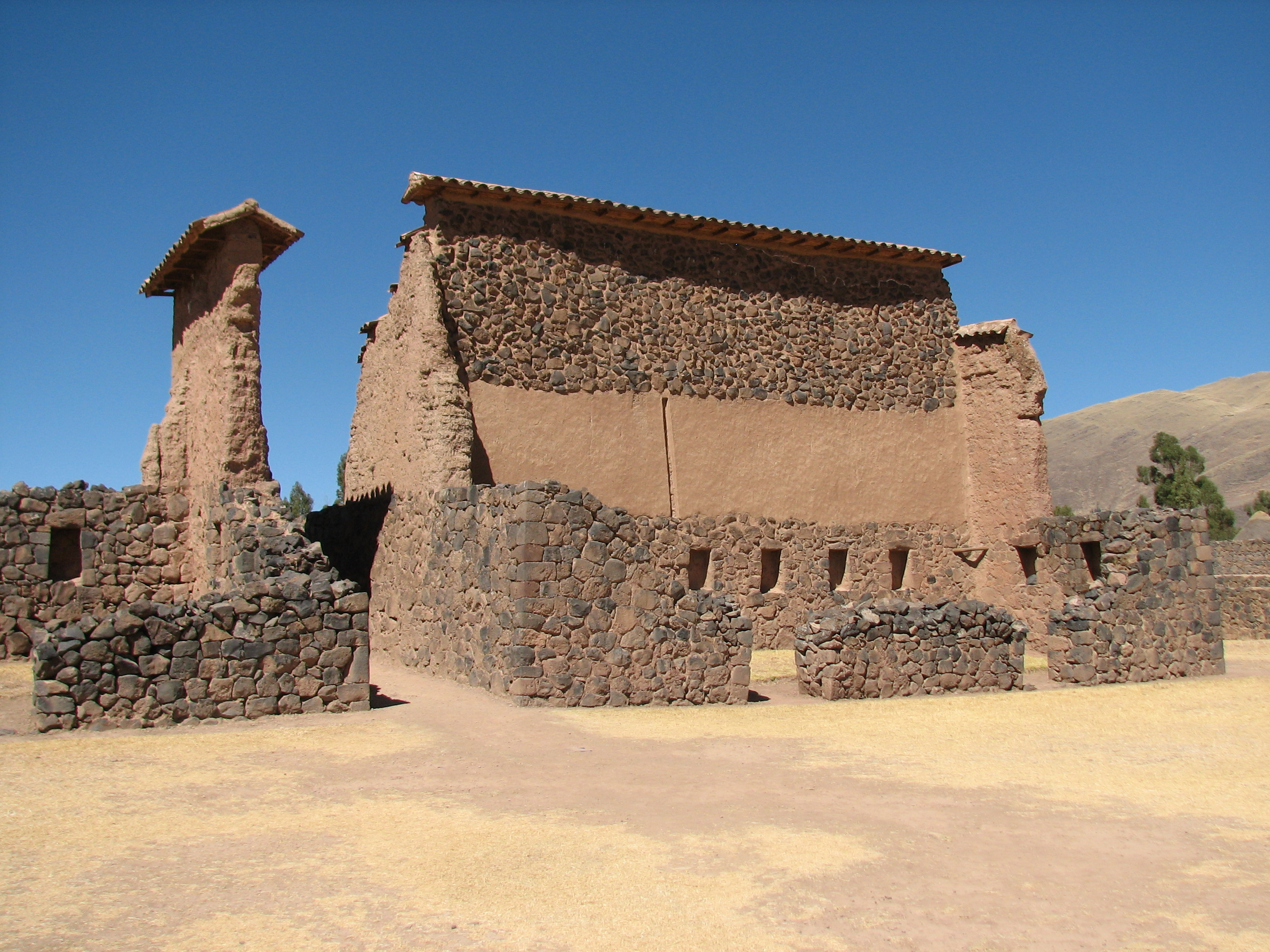
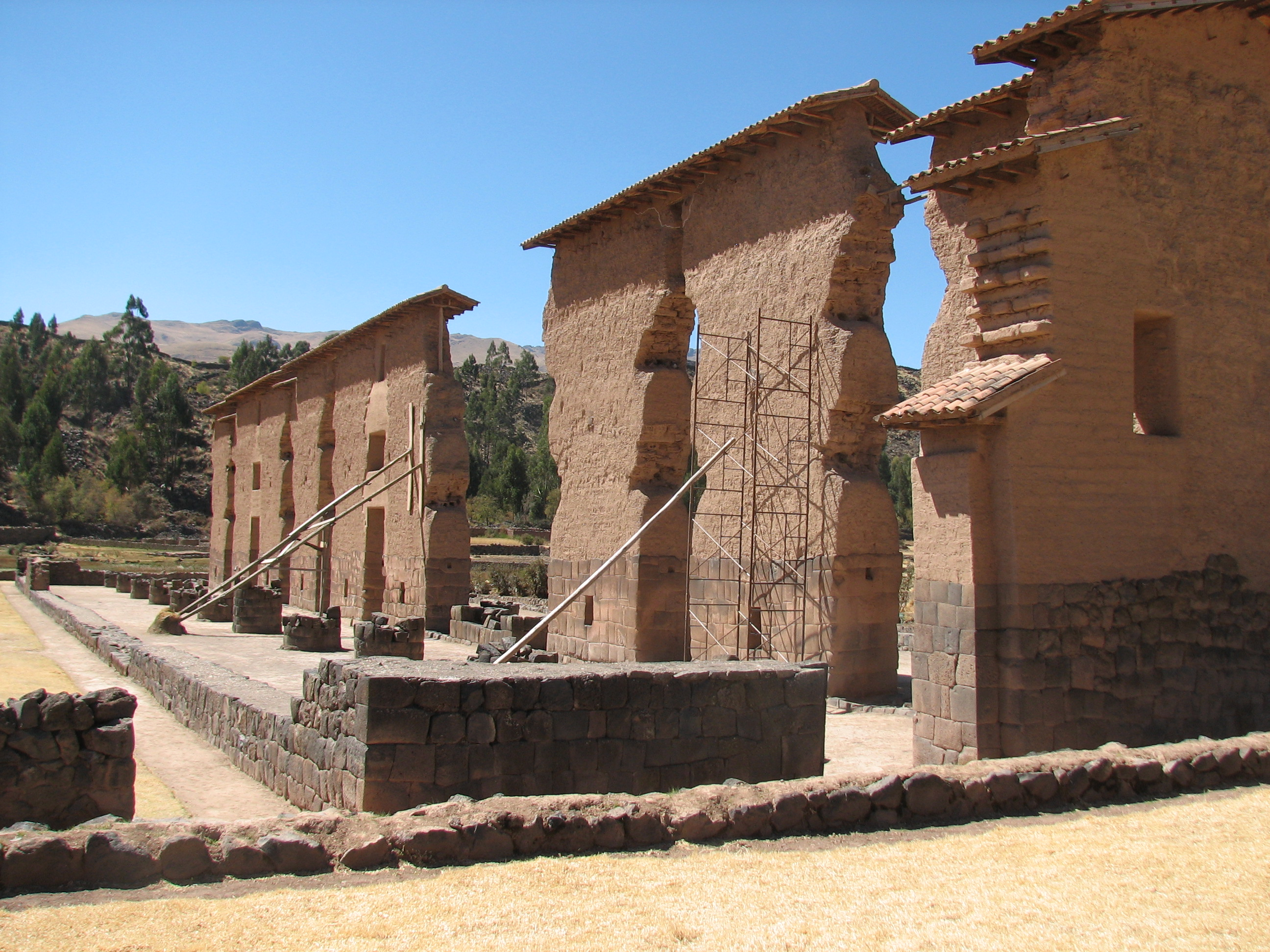
Ruínas do Templo de Viracocha.